# П'янков Євген Олександрович
Євге́н Олекса́ндрович П'янко́в (27 листопада 1921, місто Надєждінськ, тепер місто Сєров Свердловської області Російська Федерація — 24 жовтня 1996, місто Київ) — український радянський діяч, 1-й секретар Запорізького міського комітету КПУ. Депутат Верховної Ради УРСР 8—9-го скликань. Кандидат у члени ЦК КПУ в 1971—1976 р.

## Біографія
Народився в родині службовця. У 1931—1938 роках — учень семирічної школи міста Сєрова Свердловської області. У 1938 році вступив до комсомолу.
У 1938 — вересні 1939 року — учень лаборанта, лаборант Сєровського механічного завод № 76 Свердловської області. У вересні 1939 — червні 1941 року — учень металургійного технікуму «Головспецсталі» (закінчив два курси).
З 1941 року служив у Червоній армії, учасник німецько-радянської війни з листопада 1941 року. У червні — жовтні 1941 року — курсант школи початкового навчання пілотів. У жовтні 1941 — травні 1942 року — авіаційний механік авіаційного полку № 698 Західного фронту. У травні — липні 1942 року — авіаційний механік запасного авіаційного полку № 11 Закавказького військового округу в місті Кіровабаді Азербайджанської РСР. У липні 1942 — квітні 1943 року — авіаційний механік авіаційного полку № 794 Приволзького військового округу. У квітні 1943 — серпні 1946 року — старший авіаційний механік бомбардувального авіаційного полку № 745 Центрального і 1-го Білоруського фронтів.
Член ВКП(б) з 1945 року.
У жовтні 1946 — серпні 1948 року — бортмеханік літака Сєровського металургійного заводу імені Сєрова Свердловської області. Одночасно навчався у металургійному технікумі, технік-металург.
У серпні 1948 — серпні 1950 року — газовик, майстер газового господарства, майстер доменних печей Ашинського металургійного заводу Челябінської області.
У серпні 1950 — червні 1952 року — газовик, старший газовик, майстер доменної печі металургійного заводу «Запоріжсталь» міста Запоріжжя.
У червні 1952 — липні 1954 року — інструктор промислово-транспортного відділу Запорізького обласного комітету КПУ.
У вересні 1954 — червні 1958 року — слухач Вищої партійної школи при ЦК КПУ.
26 липня — 29 листопада 1958 року — інструктор відділу партійних органів Запорізького обласного комітету КПУ.
29 листопада 1958 — 9 вересня 1959 року — секретар, 9 вересня 1959 — 3 грудня 1960 року — 2-й секретар, 3 грудня 1960 — 15 травня 1966 року — 1-й секретар Орджонікідзевського районного комітету КПУ міста Запоріжжя.
Одночасно у 1962—1965 роках — студент заочного відділення Дніпропетровського металургійного інституту, інженер-металург.
15 травня 1966 — 20 січня 1968 року — завідувач відділу організаційно-партійної роботи Запорізького обласного комітету КПУ.
20 січня 1968 — 20 грудня 1975 року — 1-й секретар Запорізького міського комітету КПУ.
У грудні 1975 — квітні 1976 року — інструктор відділу організаційно-партійної роботи Запорізького обласного комітету КПУ.
У 1976—1979 роках — заступник директора з економіки Запорізького заводу «Комунар».
У 1979—1983 роках — директор Запорізького дослідно-експериментального заводу нестандартного обладнання.
У 1983—1991 роках — голова Запорізької обласної ради Українського добровільного товариства «Автомотолюбитель».
З жовтня 1993 року — на пенсії у місті Києві, де помер і похований.

## Нагороди
- орден Жовтневої Революції (1971)
- орден «Знак Пошани» (1966)
- орден Вітчизняної війни ІІ ст. (6.04.1985)
- медалі
- Почесна грамота Президії Верховної Ради Української РСР (3.09.1970)
- почесний громадянин міста Запоріжжя (5.10.2011, посмертно)